# Grešnyj angel
Grešnyj angel (Грешный ангел) è un film del 1962 diretto da Gennadij Sergeevič Kazanskij.